# Глущевич, Матия
Ма́тия Глу́щевич (серб. Матија Глушчевић; род. 13 июня 2004, Кралево) — сербский футболист, вингер клуба «Раднички».

## Клубная карьера
Глущевич — воспитанник клуба «Црвена звезда». В 2020 году он начал выступать за дублирующий состав команды. В 2022 году Матия подписал контракт с клубом «Пролетер». 12 марта в матче против сурдулицкого «Радника» он дебютировал в сербской Суперлиге. В 2023 году Глущевич перешёл в «Раднички». 2 сентября в матче против «Войводины» он дебютировал за новую команду. 8 октября в поединке против своего бывшего клуба «Црвена звезда» Матия забил свой первый гол за «Раднички».